# Azoriska högtrycket

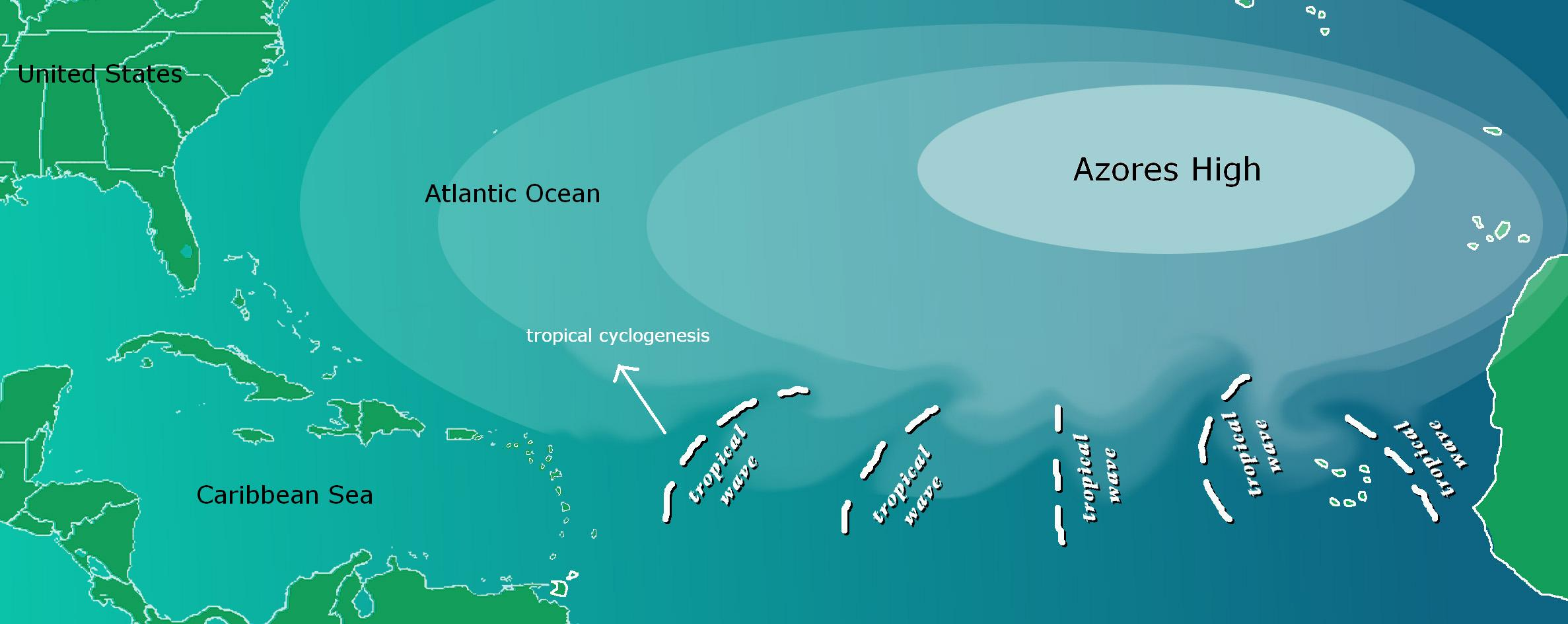

Det azoriska högtrycket är ett semipermanent område med lufttryck vanligtvis kring 1024 hPa vid norra hästlatituden i Atlanten nära Azorerna. Under vintern ligger området kring 30 grader nordlig latitud med en högtrycksrygg som sträcker sig in mot den Iberiska halvön. På sommaren ligger det azoriska högtrycket kring 35 grader nordlig latitud med en rygg in mot Frankrike, norra Tyskland och sydöstra England och ger varmt och relativt torrt väder i dessa områden. Västerut fortsätter högtrycket mot Nordamerika där dess förlängning kallas Bermudahögtrycket (engelska: Bermuda High).
Det azoriska högtrycket utgör tillsammans med islandslågtrycket polerna i klimatfenomenet NAO, Nordatlantiska oscillationen.